# ویلفرد دالمات
ویلفرد دالمات (انگلیسی: Wilfried Dalmat؛ زادهٔ ۱۷ ژوئیهٔ ۱۹۸۲) بازیکن فوتبال اهل فرانسه است.
از باشگاه‌هایی که در آن بازی کرده‌است می‌توان به باشگاه فوتبال نانت، باشگاه فوتبال پانتولیکوس، باشگاه فوتبال کلوب بروژ، باشگاه ورزشی بولوسپور، باشگاه فوتبال اردواسپور، باشگاه فوتبال راسینگ سانتاندر، باشگاه فوتبال لچه، باشگاه فوتبال المپیک مارسی، و باشگاه فوتبال استاندارد لیژ اشاره کرد.
وی همچنین در تیم ملی فوتبال سنت مارتین بازی کرده‌است.